# Arianismo na Hispânia
O Arianismo na Hispânia não se enraizou após o seu surgimento no século IV no Mediterrâneo oriental. Porém, a ajuda do bispo de Córdova, Ósio, ao imperador Constantino I contribuiu para a resolução do conflito na Igreja e ajudou na configuração do credo niceno de 325.
Desde finais do  século IV, o Império Romano viu a sua capacidade defensiva diminuir devido às invasões germânicas. No início do  século V, os vândalos, juntamente com os suevos e os alanos, entraram na península. Os vândalos eram arianos, mas a sua presença durou apenas algumas décadas. Os visigodos entraram na Hispânia como administradores de Roma e acabaram controlando a península após a queda do Império Romano. Alguns reis visigodos tinham uma política intolerante para com os católicos hispano-romanos e galo-romanos, que se abrandou no século VI. Em 587 Recaredo I converteu-se ao catolicismo, que, após o Terceiro Concílio de Toledo em 589, tornou-se a religião do Estado e a liberdade de culto não seria tolerada.

## Antecedentes

### Difusão do Cristianismo
O Cristianismo provavelmente entrou na Hispânia no final do século I e há evidências da sua presença no século II. Durante 150 anos não houve um núcleo cristão central, mas sim uma grande atomização. Com a convocação dos primeiros concílios, os centros urbanos adotaram um certo sentido de capital religiosa e passaram a ter uma figura episcopal relevante. As duas grandes sés patriarcais da zona ocidental do Império Romano eram Roma e Cartago, e ambas as sés disputavam a sua primazia sobre as Igrejas hispânicas. Embora Roma tivesse sido tolerante com as religiões, a partir de meados do século III, Décio iniciou perseguições aos cristãos. A perseguição seguinte foi ordenada por Valeriano embora o seu sucessor, Galiano, não a tenha levado a cabo. Estas continuaram com Diocleciano. No início do  século IV, foi convocado um concílio em Elvira (atual Granada) com 19 bispos, provenientes das cinco províncias da Diocese da Hispânia, e 24 sacerdotes, maioritariamente da Bética.